# Sonnenblumenöl
Sonnenblumenöl ist ein aus den Achänen (Früchten) der Sonnenblume gewonnenes Pflanzenöl von hellgelber Farbe und mildem Geschmack. Es ist reich an ungesättigten Fettsäuren und dient hauptsächlich der Ernährung; daneben wird es auch zur Erzeugung von Biodiesel sowie für pharmazeutische und technische Zwecke verwendet. Sonnenblumenöl ist das Pflanzenöl mit der vierthöchsten Produktionsmenge weltweit.

## Eigenschaften
Durch Kaltpressung gewonnenes Sonnenblumenöl ist hellgelb, heiß gepresstes ist rotgelb. Nach Extraktion und Raffination ist das Öl hellgelb und klar. Es ist fast geruchlos, riecht leicht aromatisch fettig, nussig und holzig und weist eine Röst- oder Grünnote auf. Der Geschmack ist mild.

## Zusammensetzung
Die Fettsäureanteile in den Triacylglyceriden des Sonnenblumenöls sind je nach Herkunft (Sorte) der Saat deutlich unterschiedlich. Neben dem herkömmlichen Sonnenblumenöl, bei dem – ähnlich wie bei Distelöl – Linolsäure mit 48 bis 74 % ein Hauptbestandteil der ungesättigten Fettsäuren ist, werden verschiedene Sorten mit erhöhten Anteilen bestimmter Fettsäuren unterschieden.
Bei High-Oleic-Sonnenblumen (HO-Sonnenblumen) wurde durch konventionelle Züchtung der Anteil von Ölsäure auf 70–92 % erhöht und der Anteil mehrfach ungesättigter Fettsäuren auf ca. 10 % gesenkt. High-Oleic-Sonnenblumenöl hat damit eine ähnliche Zusammensetzung wie Olivenöl. Dadurch soll eine höhere Hitzestabilität gewährleistet werden.
Weitere Sorten mit veränderten Fettsäureanteilen in den Triacylglyceriden ergeben beispielsweise Sonnenblumenöl mit hohem Linolsäureanteil von 76 %. Auch Sonnenblumenöle mit hohem Palmitin- und Linolsäureanteil (27,3 % Palmitinsäure und 46,8 % Linolsäure), mit hohem Palmitin- und Ölsäureanteil (24,6 % Palmitinsäure und 59,8 % Linolsäure) oder mit hohem Stearin- und Ölsäureanteil (11 % Stearinsäure und 79,1 % Ölsäure) kommen vor.
| Fettsäuren in den Triacylglyceriden von Sonnenblumenöl | Fettsäuren in den Triacylglyceriden von Sonnenblumenöl | Fettsäuren in den Triacylglyceriden von Sonnenblumenöl | Fettsäuren in den Triacylglyceriden von Sonnenblumenöl |
| Kurz- bezeichnung                                      | Name                                                   | Anteil in %                                            | Anteil in % (high oleic)                               |
| ------------------------------------------------------ | ------------------------------------------------------ | ------------------------------------------------------ | ------------------------------------------------------ |
| C12:0                                                  | Laurinsäure                                            | bis 0,1                                                | –                                                      |
| C14:0                                                  | Myristinsäure                                          | bis 0,2                                                | bis 0,1                                                |
| C16:0                                                  | Palmitinsäure                                          | 5,0–7,6                                                | 2,6–5,0                                                |
| C16:1                                                  | Palmitoleinsäure                                       | bis 0,3                                                | bis 0,1                                                |
| C17:0                                                  | Margarinsäure                                          | bis 0,2                                                | bis 0,1                                                |
| C17:1                                                  | Delta-9-cis- Heptadecensäure                           | bis 0,1                                                | bis 0,1                                                |
| C18:0                                                  | Stearinsäure                                           | 2,7–6,5                                                | 2,9–6,2                                                |
| C18:1                                                  | Ölsäure                                                | 14,0–39,4                                              | 75,0–90,7                                              |
| C18:2                                                  | Linolsäure                                             | 48,3–74,0                                              | 2,1–17,0                                               |
| C18:3                                                  | Linolensäure                                           | bis 0,3                                                | bis 0,3                                                |
| C20:0                                                  | Arachinsäure                                           | 0,1–0,5                                                | 0,2–0,5                                                |
| C20:1                                                  | Gadoleinsäure                                          | bis 0,3                                                | 0,1–0,5                                                |
| C22:0                                                  | Behensäure                                             | 0,3–1,5                                                | 0,5–1,6                                                |
| C22:1                                                  | Cetoleinsäure                                          | bis 0,3                                                | bis 0,3                                                |
| C22:2                                                  | Docosadiensäure                                        | bis 0,3                                                | –                                                      |
| C24:0                                                  | Lignocerinsäure                                        | bis 0,5                                                | bis 0,5                                                |

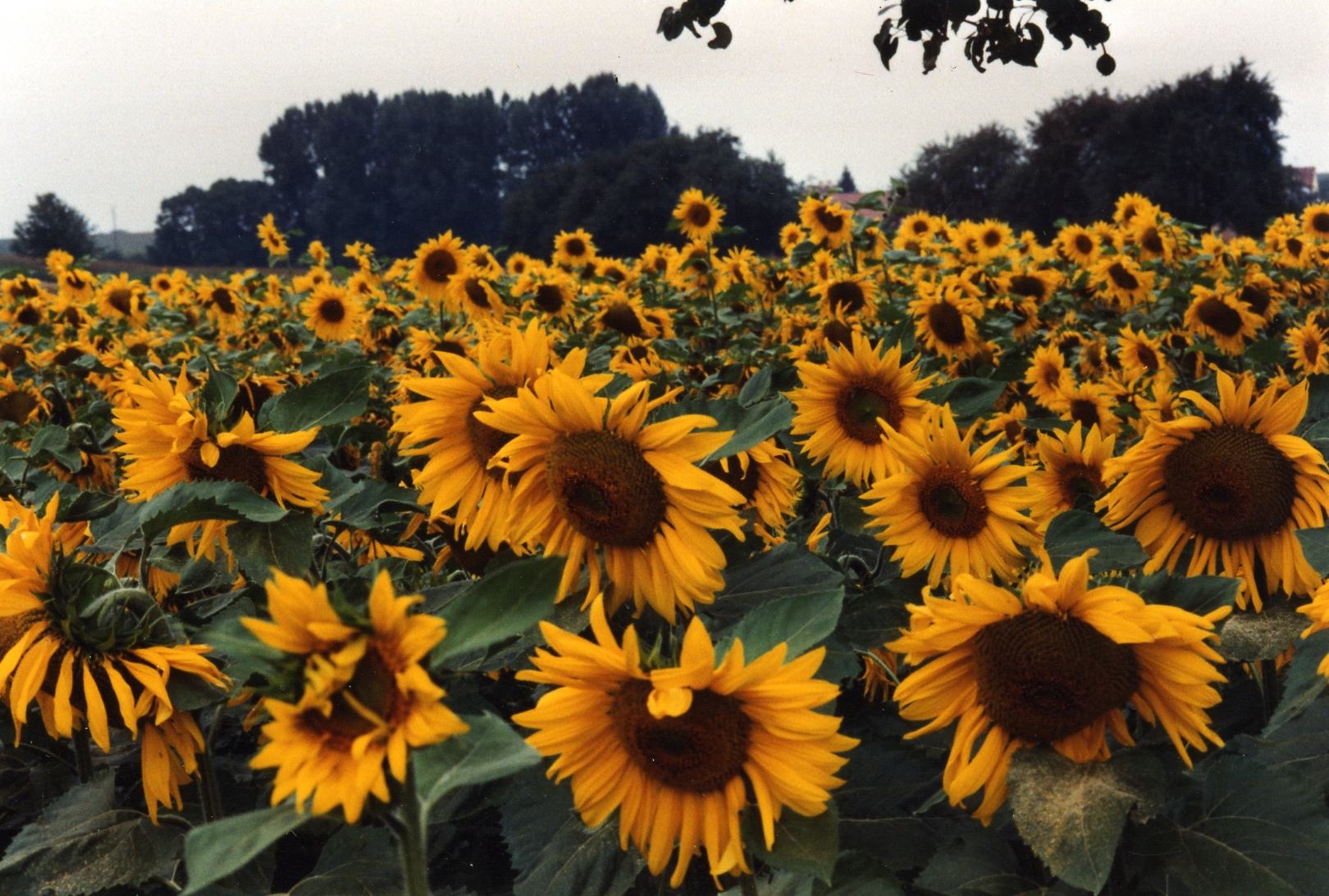
Sonnenblumenanbau

Struktur von Triolein. In High-Oleic-Sonnenblumenöl ist Triolein das dominierende Triglycerid, alle drei Fettsäurereste leiten sich von der Ölsäure ab.

Der Großteil aller in Pflanzenölen vorliegenden Fettsäuren ist als Triglycerid an einen Glycerinrest gebunden. Der Anteil freier Fettsäuren (FFA) im Sonnenblumenöl liegt mit unter 1,8 % vergleichsweise niedrig, die Peroxidzahl ist unter 8,0 meq/kg. Auffällig ist der hohe Vitamin-E-Gehalt in Sonnenblumenöl.
Dieser schützt vor oxidativem Verderb und verbessert daher die Lagerfähigkeit.
Bei Kaltpressung des Öls bleiben viele Vitamine und ernährungsphysiologisch wertvolle Fettsäuren in ihrer bioaktiven Form erhalten, wenn die Flüssigkeit nicht über 30 °C erwärmt wird.

## Geschichte
Sonnenblumenöl wurde in Nordamerika bereits vor drei bis vier Jahrtausenden genutzt. Vermutlich brachten spanische Entdecker die Ölpflanze mit nach Europa, wo sie vor allem in Italien, Deutschland und Frankreich genutzt wurde. Heute ist Russland der wichtigste Erzeuger von Sonnenblumenöl, weitere wichtige Erzeugerregionen sind die EU, Argentinien und die Ukraine. Mit einer geschätzten weltweiten Produktionsmenge von 11,5 Mio t (Wirtschaftsjahr 2008/09) ist Sonnenblumenöl nach Palm-, Soja- und Rapsöl das mengenmäßig viertwichtigste Pflanzenöl.
Die Ukraine und Russland gehören zu den weltweit größten Exporteuren von Sonnenblumenöl, daher sorgte der russische Überfall auf die Ukraine 2022 für einen Mangel an Sonnenblumenöl in Deutschland. Durch Substitution in der Lebensmittelindustrie (Verwendung von Rapsöl statt Sonnenblumenöl), verstärkten Anbau und Rückgang der Spekulation normalisierte sich die Versorgungslage mit Sonnenblumenöl bis August 2022 wieder; die Preise waren allerdings höher als vor dem russischen Überfall auf die Ukraine. Im Januar 2023 war die Versorgung mit Speiseöl und Ölsaaten in Deutschland normal; die Importe aus der Ukraine lagen nahezu auf Vorkriegsniveau und der heimische Anbau hatte stark zugenommen.

## Wirtschaftliche Bedeutung
2022 wurden weltweit 18.495.060 Tonnen Sonnenblumenöl hergestellt. Folgende Tabelle gibt eine Übersicht über die 10 größten Herstellerländer von Sonnenblumenöl weltweit, die insgesamt 83,8 % der Gesamtmenge produzierten. Die Ukraine und Russland allein stellten fast 55,0 % der Weltproduktion her.
| Rang | Land             | Menge (in t) |
| ---- | ---------------- | ------------ |
| 1    | Russland         | 5.248.935    |
| 2    | Ukraine          | 4.928.742    |
| 3    | Argentinien      | 1.340.009    |
| 4    | Türkei           | 940.200      |
| 5    | Ungarn           | 645.300      |
| 6    | Bulgarien        | 619.000      |
| 7    | Frankreich       | 528.700      |
| 8    | Rumänien         | 459.700      |
| 9    | Spanien          | 455.900      |
| 10   | Kasachstan       | 331.135      |
|      | Summe Top Ten    | 15.497.621   |
|      | restliche Länder | 2.997.439    |

Österreich lag auf Platz 25 mit 65.200 t und Deutschland lag auf Platz 28 der Weltrangliste mit 55.300 t.

## Gewinnung und Lagerung

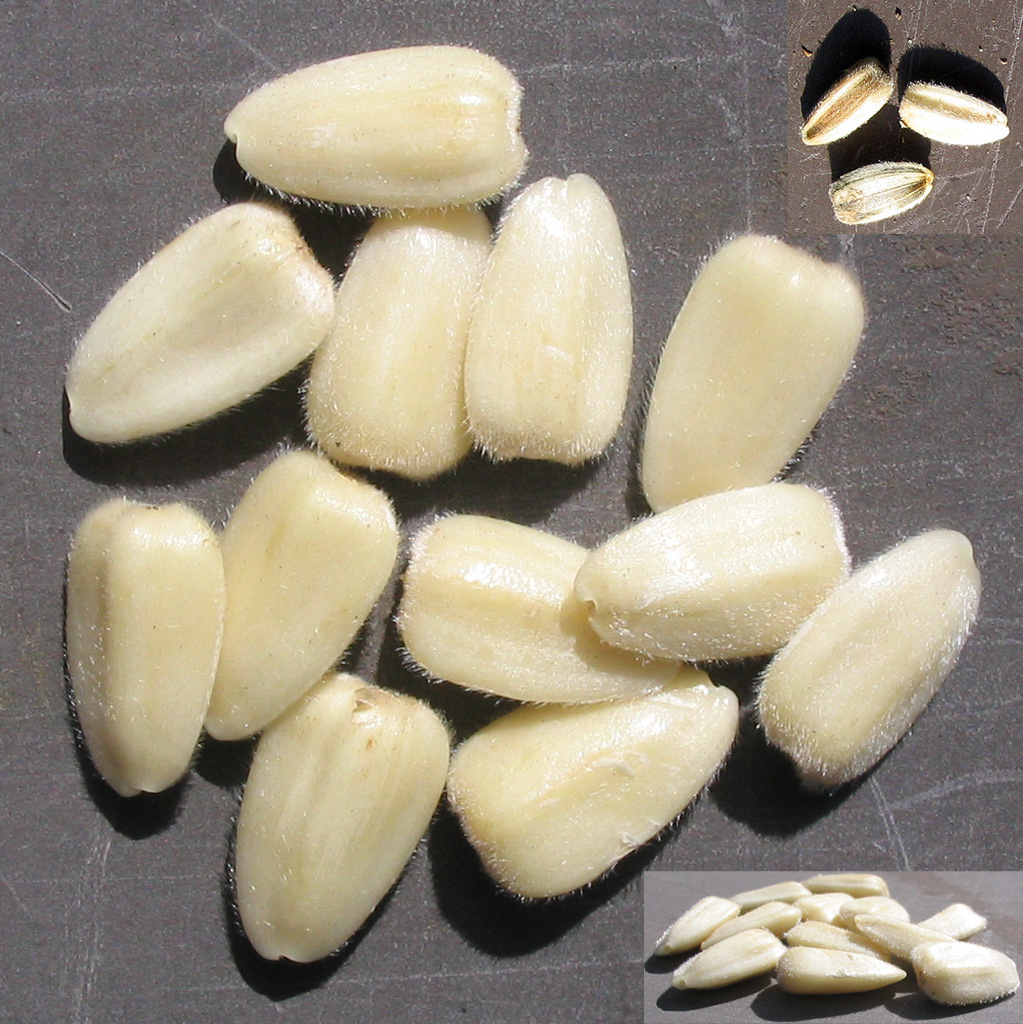
Aus geschälten Sonnenblumenkernen wird das Öl gepresst.

Zur Gewinnung des Öls werden die reifen Sonnenblumensamen geschält, gemahlen und anschließend kalt ausgepresst, das erhaltene Öl ist von hoher Qualität. Für die industrielle Verwendung ist auch die Heißpressung möglich, die eine höhere Ölausbeute bei verminderter Qualität liefert. Eine noch höhere Ölausbeute ist durch Extraktion möglich. Das gewonnene Öl wird teilweise raffiniert, um unerwünschte Bestandteile zu entfernen.
Pflanzenöl wird kühl (< 20 °C), trocken und lichtgeschützt (siehe dazu auch) gelagert. Sonnenblumenöl ist vergleichsweise lagerstabil, die Haltbarkeit liegt bei max. 12 Monaten nach der Produktion.

## Verwendung
Neben der Verwendung als Speiseöl wird Sonnenblumenöl auch in Pharmazie und Medizin sowie für industrielle Verwendungen eingesetzt. Das Pflanzenöl gilt als wertvolles Speiseöl, das vielseitig verwendbar ist: in Salaten und ungekochten Gerichten, Dressings und Saucen sowie beim schonenden Dünsten von Gemüse. Sonnenblumenöl von „High-Oleic“-Sorten ist hitzestabiler und wird daher auch zum Frittieren eingesetzt. Sonnenblumenöl eignet sich auch zur Verwendung in Babynahrung sowie zur Herstellung von Mayonnaise und Margarine.
In der Pharmazie stellt das Öl ein Füllmaterial in Weichgelatinekapseln dar, daneben wird es für Salben und Cremes verwendet und kann teuere Öle wie Olivenöl oder Erdnussöl in Medizinprodukten ersetzen. Traditionell angewendet wird Sonnenblumenöl bei Verstopfung sowie äußerlich zur Wundbehandlung und bei Rheuma.
Industriell wird Sonnenblumenöl für Farben und Lacke verwendet, zudem ist es in Öl- und Künstlerfarben enthalten. Auch in der Lederbearbeitung und in der Tuchfabrikation (Konservierungsmittel) wird es eingesetzt. Als Biokraftstoff kann reines Sonnenblumenöl als Pflanzenölkraftstoff eingesetzt werden, anders als bei Rapsölkraftstoff sind die Kraftstoffqualitäten jedoch nur wenig erforscht, und die Ermäßigung der Mineralölsteuer entfällt. 2017 lag der Anteil an Sonnenblumenöl bei der Biodieselherstellung in der EU nur noch bei einem Prozent.